# Красногорская возвышенность
Красного́рская  возвы́шенность — возвышенность в верховьях рек Чепца и её левых притоков. Расположена в пределах Удмуртии и Кировской области  России. 
Протянулась с запада на восток, от верховьев реки Ухтимка до реки Лоза. На северном склоне берут начало притоки Чепцы, на юге — правые притоки реки Кильмезь. Повышается с запада на восток. Максимальная высота — 285 м. На юго-востоке переходит в Тыловайскую возвышенность. На северо-востоке переходит в Верхнекамскую возвышенность. 
Составлена глинами, мергелями и песками. Рельеф сильно расчлененный. Покрытая преимущественно хвойными лесами. 